# Mike Whitmarsh
Michael John "Mike" Whitmarsh, né le 18 mai 1962 à San Diego (Californie) où il est décédé le 17 février 2009, est un joueur américain de volley-ball qui a obtenu la médaille d'argent de beach-volley lors des Jeux olympiques d'été de 1996 à Atlanta et aux Championnats du monde de beach volley 1997 à Los Angeles.